# Stazione di Chiaravalle Milanese
La stazione di Chiaravalle Milanese era una fermata ferroviaria posta sulla linea Milano-Genova. Serviva il centro abitato di Chiaravalle Milanese (dal 1923 annesso al comune di Milano).

## Storia
La fermata di Chiaravalle Milanese venne attivata il 1º giugno 1891.
L'impianto, sito alla progressiva chilometrica 1+536 dalla stazione di Milano Rogoredo, era situato tra Rogoredo stessa e Locate Triulzi.
La fermata fu dismessa in data imprecisata; nel 2007 la linea Milano Rogoredo-Locate Triulzi venne chiusa all'esercizio in conseguenza di una variante di tracciato, e il binario parzialmente rimosso.

## Strutture e impianti
Il vecchio fabbricato viaggiatori è ancora esistente, ma destinato ad altri usi.